# Hoher Gjaidstein
Der Hohe Gjaidstein ist ein 2794 m ü. A. hoher Aussichtsberg im Dachsteingebirge in Oberösterreich östlich oberhalb des Hallstätter Gletschers. Er kann von der Bergstation der Dachstein-Südwandbahn in 2 Stunden oder von der Simonyhütte aus in 3 Stunden in jeweils leichter Kletterei (I) erreicht werden. Neben dem Hohen gibt es auch den Niederen Gjaidstein (2482 m) und den Kleinen Gjaidstein (2734 m).
Eine frühe Besteigung erfolgte 1823 durch de Halley von Norden aus dem Gjaidkar. Ob der einfache Gipfel bereits früher bestiegen wurde, ist nicht bekannt.

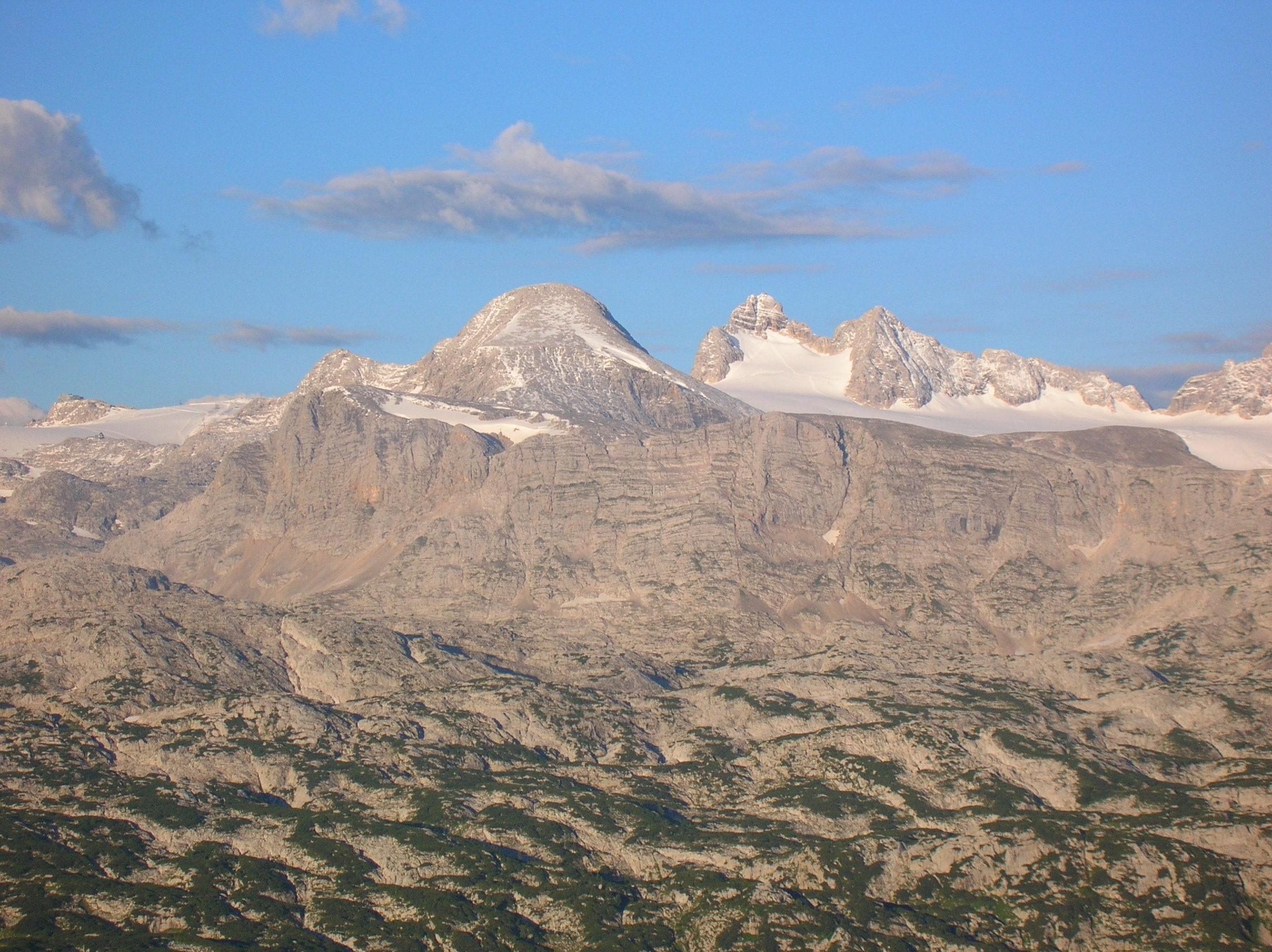
Gjaidstein und Hoher Dachstein
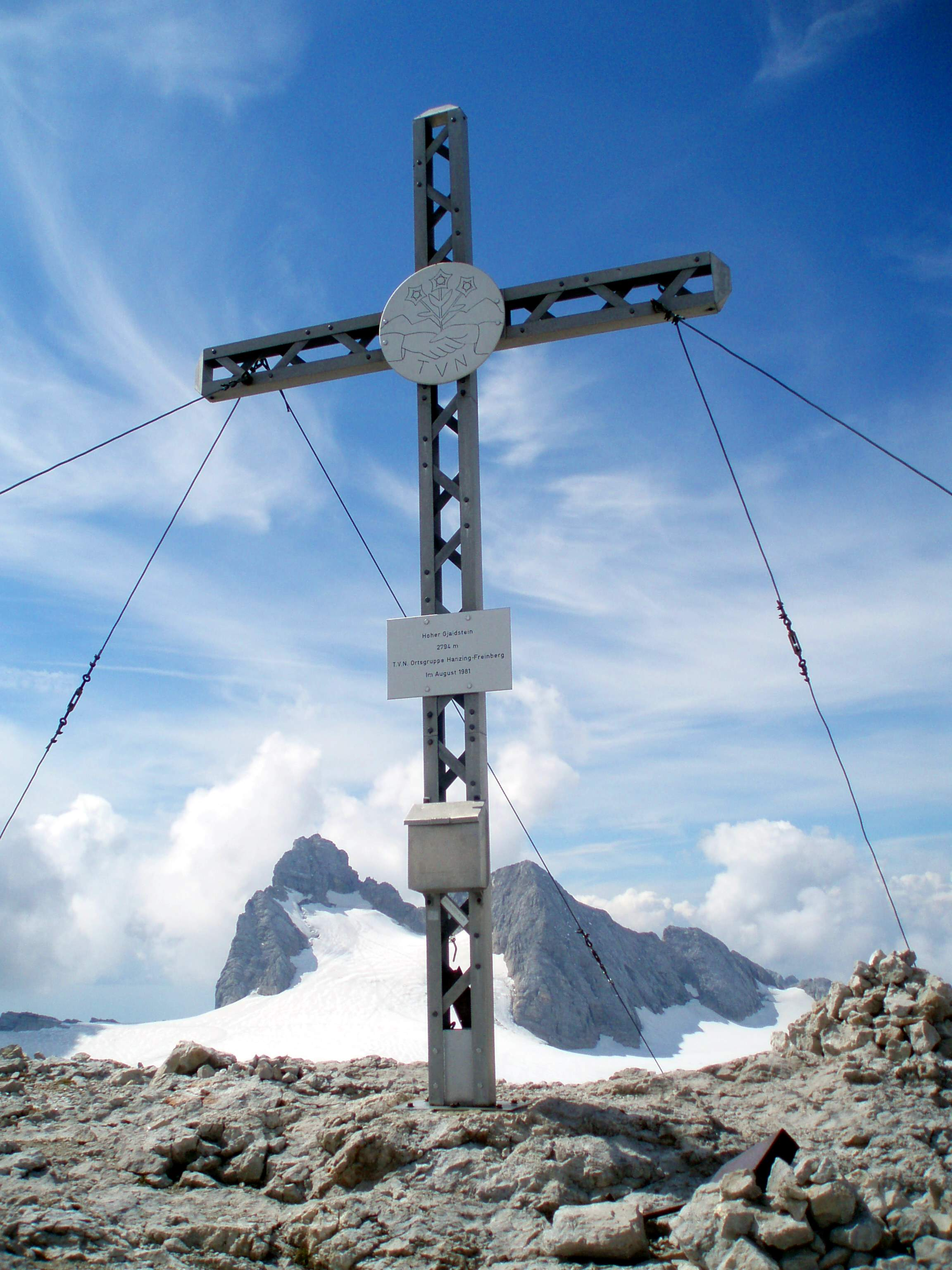
Gipfelkreuz von 1981